# Comuna Voievodske, Troițke
Voievodske (în ucraineană Воєводське) este o comună în raionul Troițke, regiunea Luhansk, Ucraina, formată din satele Illicivka, Maslivka, Ozero, Poltavske, Sudbînka, Voievodske (reședința) și Zahirea.

## Demografie
Componența lingvistică a comunei Voievodske
     Ucraineană (89,25%)
     Rusă (9,98%)
     Alte limbi (0,66%)
Conform recensământului din 2001, majoritatea populației comunei Voievodske era vorbitoare de ucraineană (89,25%), existând în minoritate și vorbitori de rusă (9,98%).